# Poulsbo (Washington)
Poulsbo es una ciudad ubicada en el condado de Kitsap en el estado estadounidense de Washington. En el año 2000 tenía una población de 6.813 habitantes y una densidad poblacional de 819,1 personas por km².

## Geografía
Poulsbo se encuentra ubicada en las coordenadas 47°44′21″N 122°38′21″O / 47.73917, -122.63917.

## Demografía
Según la Oficina del Censo en 2000 los ingresos medios por hogar en la localidad eran de $38.875, y los ingresos medios por familia eran $51.353. Los hombres tenían unos ingresos medios de $40.482 frente a los $27.899 para las mujeres. La renta per cápita para la localidad era de $20.649. Alrededor del 9,1% de la población estaban por debajo del umbral de pobreza.